# Paul Löbe
Paul Löbe (Legnica, 14 dicembre 1875 – Bonn, 3 agosto 1967) è stato un politico e giornalista tedesco, membro del Partito Socialdemocratico di Germania (SPD) e presidente del Reichstag durante la Repubblica di Weimar. Dopo la seconda guerra mondiale ricoprì diversi incarichi onorari come presidente del Movimento Europeo Germania.

## Biografia

### Vita e carriera
Löbe nacque a Liegnitz (l'attuale Legnica) nella provincia prussiana della Slesia. Figlio di un falegname, dovette lavorare come cameriere aiutando a sostenere la famiglia. Dopo aver terminato la scuola, fu formato come tipografo in una tipografia di Breslavia e dopo anni di viaggio lavorò a Dessau, Anhalt e Ilmenau in Turingia.
Per sostenere sua madre, tornò in Slesia nel 1898, ottenendo un lavoro al giornale Breslauer Volkswacht. Poco dopo fu nominato caporedattore, carica che ricoprì fino al 1920. Il suo impiego giornalistico lo portò spesso in prigione, ad esempio, quando invitò i lettori a partecipare a una manifestazione per protestare contro il sistema prussiano delle tre classi. Nel 1901 sposò Clara Schaller. Löbe fu dispensato dalla coscrizione nell'esercito tedesco e non prestò servizio nella prima guerra mondiale a causa di una malattia ai suoi polmoni.
Durante gli anni nazisti, Löbe lavorò nella casa editrice accademica Walter de Gruyter. Alla fine della seconda guerra mondiale, Löbe si trovava a Glatz (Kłodzko), da dove fu espulso secondo le risoluzioni dell'Accordo di Potsdam. Si unì allo staff del quotidiano Das Volk, e in seguito diventò co-editore del Telegraf a Berlino. Morì nella capitale della Germania Ovest, Bonn ed è sepolto in un Ehrengrab nel cimitero di Berlino-Zehlendorf.

### Politica

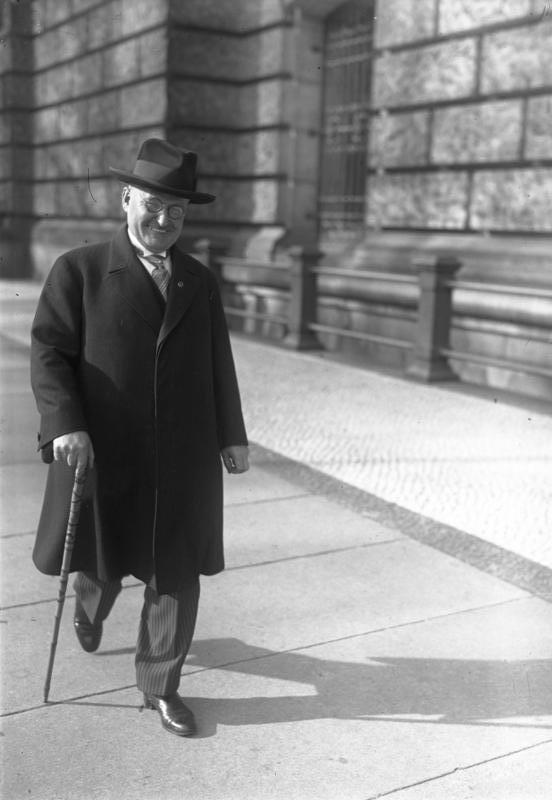
Löbe cammina verso il Reichstag, ottobre 1930.

Löbe si unì all'SPD nel 1895 e nel 1898 fondò la filiale locale dell'SPD a Ilmenau. Nel 1899 divenne presidente di partito nella Slesia centrale e nel 1904 fu eletto al governo della città di Breslavia. Servì come membro della dieta del Landtag provinciale della Slesia dal 1915 al 1920. Durante la prima guerra mondiale, insieme a Karl Liebknecht, era conosciuto come un avversario "di sinistra" del leader dell'SPD Friedrich Ebert e delle politiche del partito Burgfrieden.
Dopo la rivoluzione tedesca del 1918-1919, Löbe rifiutò di unirsi al Consiglio dei Commissari del Popolo e al gabinetto del suo collega cancelliere Philipp Scheidemann. Invece divenne vicepresidente dell'Assemblea nazionale di Weimar e dal 1920 al 1933 fu membro del Reichstag tedesco, servendo come suo presidente (1920-1924 e 1925-1932) e vicepresidente (1932-1933).
Nel 1921 divenne membro del consiglio statale prussiano. Löbe svolse un ruolo vitale nel superare le divergenze con i deputati dell'USPD. Alla morte di Ebert nel 1925, rifiutò di presentarsi come candidato dell'SPD alle elezioni presidenziali contro il conservatore Paul von Hindenburg, un compito poi svolto dal ministro-presidente prussiano Otto Braun, che fu sconfitto al primo turno. Löbe era un membro dell'organizzazione Reichsbanner Schwarz-Rot-Gold e agì brevemente come presidente del Partito Socialdemocratico all'inizio del 1933 (dopo il Machtergreifung del regime nazionalsocialista il 30 gennaio 1933), preparando l'esilio Sopade a Praga, prima che l'SPD fosse bandito 22 giugno.
Fu incarcerato dalle autorità naziste il 23 giugno e rilasciato alla fine del 1933. Dopo il complotto del 20 luglio 1944, fu arrestato a causa delle sue connessioni con il circolo della resistenza attorno a Carl Friedrich Goerdeler. Löbe fu interrogato dalla Gestapo e deportato nel campo di concentramento di Gross-Rosen. I golpisti lo avevano designato come presidente del Reichstag.
Dopo la seconda guerra mondiale, fu determinante nella ricostruzione dell'SPD. Löbe fu membro del Parlamentarischer Rat tra il 1948 e il 1949 e il vicepresidente della fazione socialdemocratica. Dal 1949 al 1953 fu membro del parlamento del Bundestag della Germania Ovest a Bonn. Löbe era il padre della Camera durante il primo periodo legislativo, sebbene non fosse un membro eletto, ma piuttosto nominato dal Senato di Berlino Ovest come delegato senza diritto di voto. Il secondo membro più anziano era il cancelliere Konrad Adenauer, al quale Löbe sopravvisse per tre mesi e mezzo.

### Posizioni onorarie

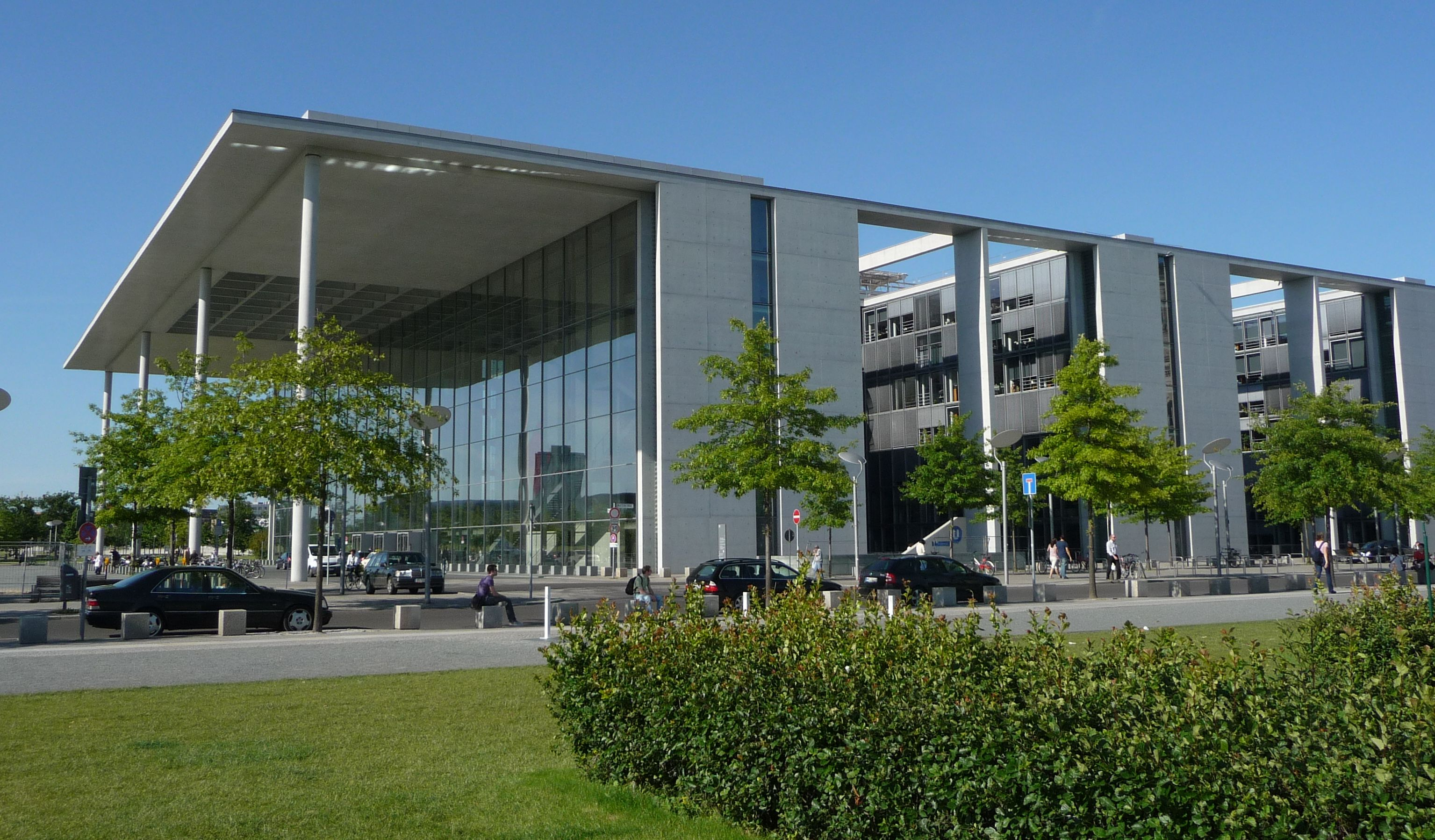
Paul-Löbe-Haus, Berlino.

Dal 1949 al 1954 Löbe fu presidente del Consiglio tedesco del Movimento Europeo Germania e nel 1954 divenne presidente del Kuratorium Unteilbares Deutschland. Nel 1951 fu insignito della Gran Croce dell'Ordine al merito della Repubblica Federale Tedesca. Nel 1955 divenne cittadino onorario di Berlino. Uno dei nuovi edifici parlamentari utilizzati per i membri del Bundestag a Berlino prende il nome da Löbe.

### Cerimonia funebre
Al momento del funerale di Stato di Löbe al Municipio di Schöneberg (Rathaus Schöneberg) il 9 agosto 1967, Andreas Baader (in seguito militante della Rote Armee Fraktion "Fazione dell'Armata Rossa"), l'autore Hans Magnus Enzensberger e altri in una manifestazione satirica portavano una bara recante le parole "SENAT" di fronte al municipio. Dall'interno della bara, l'attivista di Kommune 1 Dieter Kunzelmann, con indosso una camicia da notte, e altri manifestanti distribuirono volantini che proclamavano "Oggi vuoi celebrare Paul Löbe sul camino [...] Vogliamo seppellire alcuni cadaveri intelligenti che stanno lentamente puzzando alto paradiso", seguito da un elenco degli attuali membri del Senato di Berlino. Sebbene 24 dei dimostranti siano stati arrestati, alcuni partecipanti elusero la polizia, tra cui Baader, Enzensberger e un altro membro della RAF, Gudrun Ensslin.

## Opere
- Löbe, Paul, Erinnerungen eines Reichstagspräsidenten, Berlino 1949, ripubblicato come lupo di guerra Der Weg: Lebenserinnerungen, Berlino, 1953, 1954, 2002 (quinta edizione).
- Löbe, Paul, "Gegenwartsfragen des Parlamentarismus", in: Für und Wider. Lebensfragen deutscher Politik, Offenbach am Main, 1952, pagg.   Da 39 a 48.
- Löbe, Paul, "Aus dem Parlamentarischen Leben", in: Hessische Hochschulwochen für Staatswissenschaftliche Fortbildung, Volume 3, 1953, pagg.   Da 312 a 318.